# 張云
張云（1945年—2025年7月21日），臺灣雲林縣人，民主進步黨籍，偏鄉的孩子，經一甲子奮鬥成為敏盛醫療集團副總裁。體會過人生百態，體悟家鄉雲林的匱乏與需求事業有成後，熱心公益，致力回饋鄉里，幫助弱勢。與妻高玉秀育有長子張長榮、長女張珮鑾和次子張長揚。
張云出生於臺灣雲林縣東勢鄉月眉村，父親經商，家中經濟小康，就讀雲林縣東勢鄉明倫國民小學、雲林縣立北港初級中學東勢分部（今雲林縣立東勢國民中學）、臺北縣私立滬江中學，在高中結識不少中國國民黨高層子女（當時中華民國值動員戡亂時期，由中國國民黨一黨獨大），因初中二年級時家道中落，發憤圖強，20多歲時開始積極參與黨外運動。後來接觸醫業，與好友楊敏盛共創敏盛醫療體系，為敏盛醫療體系副總裁。
張云曾創辦「修梅獎學金」，每年提供雲林沿海七所國中、小學每校2萬元作為清寒優秀獎學金，於2018年3月出版「愛，雲林之子─張云」傳記，激勵更多窮鄉僻壤的孩子奮發向上。